# Паниперсеваст
Паниперсеваст (грч. πανυπερσέβαστος) је била византијска титула, коју је створио цар Алексије I Комнин (1081—1118), крајем XI века и доделио је мужу своје сестре Михајлу Тарониту, који је претходно носио титулу протосеваста. Ова титула је била додељена припадницима неколико племићких породица (Катаклони-Еуфорбени, Контостефани, Таронити), а сачуван је и један печат Јована Даласена, из доба пре 1136. године, на коме се он назива деспотом и паниперсевастом.
У доба Палеолога, титула се налазила у истом рангу са титулом великог доместика, а један од њених носилаца био је и каснији цар, Јован Кантакузин (1347—1354).
Сам назив титуле је изведен од титуле севаст и означава некога ко се налази изнад (хипер) свих (пан) севаста.